# 서커 웨이브스
서커 웨이브스(Circa Waves)는 잉글랜드의 인디 록 밴드이다.